# 岐阜県動物愛護センター
岐阜県動物愛護センター（ぎふけんどうぶつあいごセンター）は、岐阜県美濃市にある動物愛護施設。
動物愛護法の規定に基づき策定される、動物の愛護及び管理に関する施策を総合的に推進するための基本的な指針（動物愛護管理基本指針）に基づき、岐阜県は「岐阜県動物愛護管理推進計画」を策定。その計画によって、動物愛護の拠点として整備された施設である。

## 概要
- 2014年（平成26年）4月開所。
- 人と動物が共生する地域社会の実現を目指し、「収容した犬・猫の譲渡推進」、「動物愛護の普及啓発」、「被災動物の救援」の拠点の役割を担う。
- 令和元年度の受入頭数は犬38頭、猫88頭。そのうち譲渡されたのは犬34頭、猫81頭[1]。
- 傷病野生鳥獣の保護、簡易治療、飼養を担う岐阜県野生鳥獣リハビリセンターを併設する。開所の2014年から2020年（令和2年）までで、ハヤブサ、オオタカ、ハイタカ、フクロウなどを収容し、リハビリ等による回復ののち、放野を行っている。
- 開所当初は岐阜県庁の組織上、動物愛護センターは健康福祉部生活衛生課、野生鳥獣リハビリセンターは環境生活部自然環境保全課の所属であり、動物愛護センターと野生鳥獣リハビリセンターは別々の扱いであった（動物愛護センターの所長はと野生鳥獣リハビリセンターの管理監を兼務）。2018年（平成30年）の組織変更により、動物愛護センター職員は健康福祉部生活衛生課に所属であるが、野生鳥獣リハビリセンターを主管する環境生活部環境企画課を兼務しており、動物愛護センターと野生鳥獣リハビリセンターは事実上一体化している。

## 施設

### 動物愛護センター
- 犬猫飼養管理室・経過観察室
  - 犬猫飼養管理室には、犬5頭、猫10頭が収容可能。
- 検査室
- トリミング室
- 多目的ホール
- マッチングスペース
- ドッグラン

など

### 野生鳥獣リハビリセンター
- 飼育小屋
- フライングゲージ

など

## 沿革
- 2014年（平成26年）
  - 3月14日 - 岐阜県動物愛護センター及び岐阜県野生鳥獣リハビリセンター竣工。
  - 4月23日 - 開所式を行う。
- 2016年（平成28年）8月7日 - 来館者が10,000人に達する。

## 所在地
- 岐阜県美濃市片知593

## 利用案内
- 開館時間 : 9:30 - 16:30
- 休館日 : 毎週火曜日、祝日の翌日のうち平日、年末年始（12月29日～1月3日）

## 交通アクセス
- 東海北陸自動車道美濃ICより車で約15分。
- 長良川鉄道越美南線「湯の洞温泉口駅」下車、徒歩約60分。
- 岐阜バス牧谷線「谷戸」バス停より徒歩約10分。
  - 美濃市駅より「ほらどキウイプラザ」行き。　※美濃市駅からの便は午前中に1本、夕方に3本のため注意。